# Draw the Line
Draw the Line ist das fünfte Studioalbum der US-amerikanischen Hard-Rock-Band Aerosmith. Es erschien im Dezember 1977 bei Columbia Records.

## Entstehung
Die Band spielte das Album in The Cenacle in Armonk, New York, ein, einem ehemaligen religiösen Versammlungs- und Rückzugsort mit 300 Räumen. Der Plan ihres Managers David Krebs war es, die Gruppe so von Drogen fernzuhalten, doch das misslang kläglich. Sänger Steven Tyler wies in seiner Autobiographie darauf hin, dass Drogen auch geliefert werden können: „Hiding us away in a three-hundred room former convent was a prescription for total lunacy.“ („Uns in einem früheren Konvent mit über 300 Zimmern einzusperren war ein Rezept für den totalen Wahnsinn.“) Durch den Drogenkonsum fiel auch die Songwriting-Beteiligung von Tyler und Gitarrist Joe Perry geringer aus als auf den vorangegangenen Alben. Produzent Jack Douglas war teilweise am Songwriting beteiligt. Bei The Hand That Feeds spielte Joe Perry nicht einmal, da er am Tag der Aufnahme im Bett geblieben war.

## Titelliste
| Nr. | Titel               | Autor(en)                         | Länge |
| --- | ------------------- | --------------------------------- | ----- |
| 1.  | Draw the Line       | Steven Tyler, Joe Perry           | 3:23  |
| 2.  | I Wanna Know Why    | Tyler, Perry                      | 3:09  |
| 3.  | Critical Mass       | Tyler, Tom Hamilton, Jack Douglas | 4:53  |
| 4.  | Get It Up           | Tyler, Perry                      | 4:02  |
| 5.  | Bright Light Fright | Perry                             | 2:19  |

| Nr. | Titel               | Autor(en)                                            | Länge |
| --- | ------------------- | ---------------------------------------------------- | ----- |
| 1.  | Kings and Queens    | Tyler, Brad Whitford, Hamilton, Joey Kramer, Douglas | 4:55  |
| 2.  | The Hand That Feeds | Tyler, Whitford, Hamilton, Kramer, Douglas           | 4:23  |
| 3.  | Sight for Sore Eyes | Tyler, Perry, Douglas, David Johansen                | 3:56  |
| 4.  | Milk Cow Blues      | Kokomo Arnold                                        | 4:14  |

## Rezeption

### Charts und Chartplatzierungen
| ChartsChartplatzierungen       | Höchstplatzierung | Wochen |
| ------------------------------ | ----------------- | ------ |
| Vereinigte Staaten (Billboard) | 11 (20 Wo.)       | 20     |

### Auszeichnungen für Musikverkäufe
| Land/Region               | Auszeichnungen für Musikverkäufe (Land/Region, Auszeichnung, Verkäufe) | Verkäufe  |
| ------------------------- | ---------------------------------------------------------------------- | --------- |
| Kanada (MC)               | Gold                                                                   | 50.000    |
| Vereinigte Staaten (RIAA) | 2× Platin                                                              | 2.000.000 |
| Insgesamt                 | 1× Gold · 2× Platin ·                                                  | 2.050.000 |

Hauptartikel: Aerosmith/Auszeichnungen für Musikverkäufe